# Bivouac des Dames Anglaises
Le bivouac des Dames Anglaises ou bivouac Craveri est un refuge-bivouac non-gardé du versant italien du massif du Mont-Blanc, sur la commune de Courmayeur. Il est situé à 3 490 mètres d'altitude, sur le versant de Frêney de la brèche nord des Dames Anglaises, une série de pointes rocheuses entre l'aiguille Noire de Peuterey et l'aiguille Blanche de Peuterey.

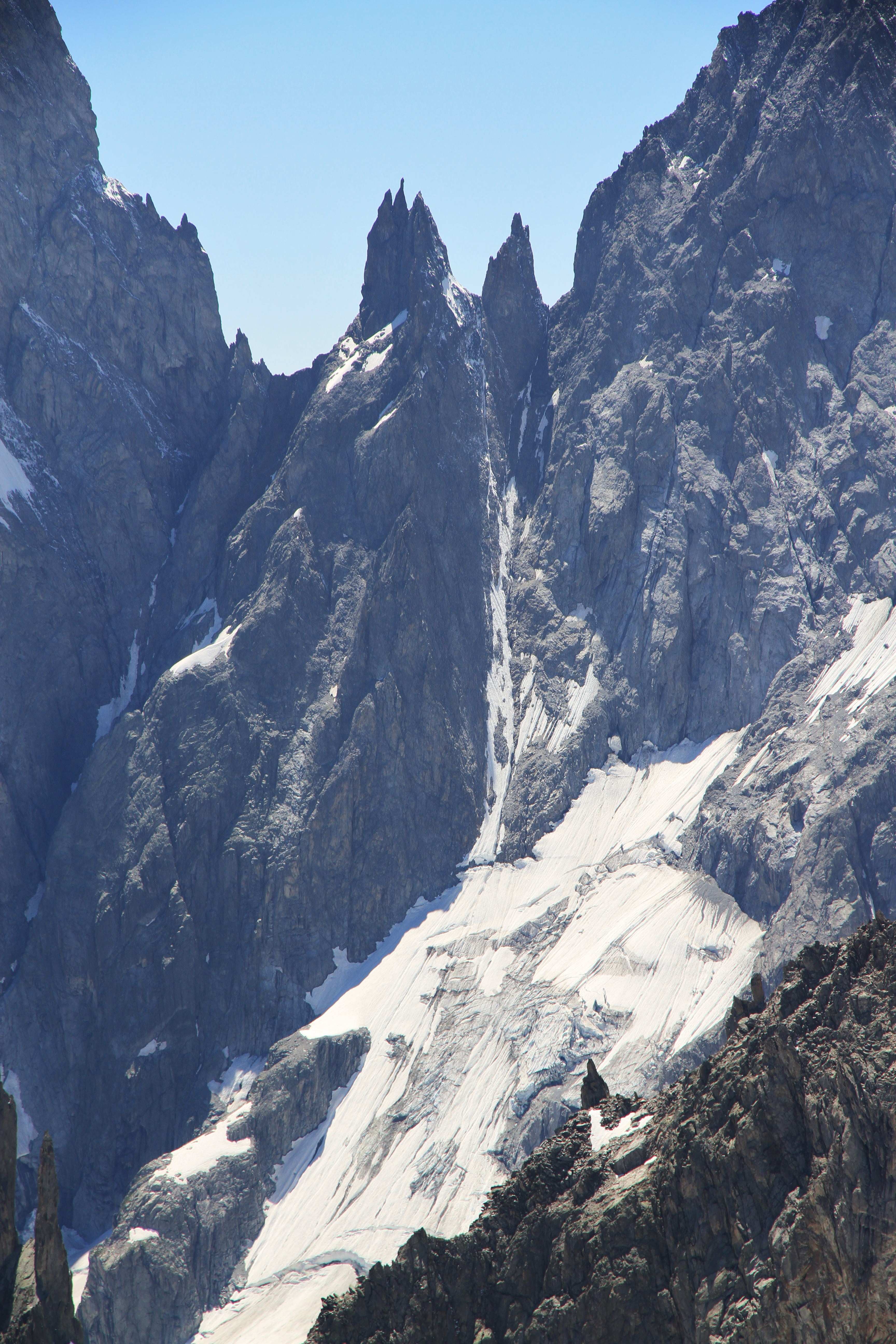
Les Dames Anglaises, vues depuis la pointe Helbronner ; le bivouac se trouve près de la brèche Nord, à droite de la photo.

Il s'agit d'un demi-cylindre de tôle galvanisée ancré au rocher, de 1,25 m de haut, 2,25 m de large et 2 m de long, comportant quatre places. Il peut s'atteindre directement par un itinéraire d'alpinisme depuis le refuge Monzino, en passant par le glacier du Châtelet, le col de l'Innomée et en traversant le glacier de Frêney. Il sert alors de départ pour l'arête de Peuterey qui monte au mont Blanc en passant par l'aiguille Blanche de Peuterey. Il est également utilisé comme étape pour l'arête intégrale de Peuterey, la no 95 des 100 plus belles courses du massif du Mont-Blanc de Gaston Rébuffat, qui commence par l'ascension de l'aiguille Noire de Peuterey. Une longue descente en rappel depuis le sommet mène à la brèche sud des Dames Anglaises, que l'on contourne pour rejoindre le bivouac.
Il a été construit en 1933 et a été donné au Club alpin académique italien par la famille de l'alpiniste Piero Craveri.